# Sparta, Carolina de Nord
Sparta este un oraș și sediul comitatului Alleghany, statul  Carolina de Nord,  Statele Unite ale Americii.